# Kazerun
Kazerun (in der englischsprachigen Welt auch Kazeroon geschrieben, persisch کازرون Kāzerūn) ist eine Stadt in der iranischen Provinz Fars. Sie liegt 19 km südlich der antiken Stadt Bischapur auf der Strecke von Schiras nach Buschehr.
Kazerun (Kāzerūn), einst lediglich Vorort der berühmten Stadt, wurde nach der Zerstörung Bischāpūrs von Firuz, dem Sohn Jasdgerds II., weiter ausgebaut. Während der Ghobād-Zeit (487–498) wurde der Ausbau der Stadt vorangetrieben.
Zu den landwirtschaftlichen Produkten Kazeruns zählen Datteln, Zitrusfrüchte, Weizen, Tabak, Reis, Baumwolle und Wein.
In der Stadt wird ein spezifischer Dialekt, der Alt-Kazeruni-Dialekt, gesprochen.

## Persönlichkeiten
Kazerun wird auch als „Stadt der Wissenschaften“ bezeichnet. Persönlichkeiten wie Qutb ad-Din asch-Schirazi, al-Dawānī (Dschalāl al-Dīn Muḥammad b. Asʿad Kāzarūnī Ṣiddīqī; 1426–1502), Allāme Ali Davānī, Scheich Abu Eshāq Kāzerūnī, Behdschāt Ololamā, Scheich Amin addin Baliāni, Mirza Sāleh Kāzerūnī, Nāser Divān Kāzerūnī kommen von hier, ebenso wie die Mütter der Dichter Hafis und Saadi.
Auch Nasrollāh Mardāni, ein berühmter persischer Dichter, stammt aus Kazerun. Es wird weiterhin angenommen, dass Salman der Perser, einer der Jünger des arabischen Propheten Mohammeds, in dieser Stadt geboren wurde.
Weitere Persönlichkeiten aus Kazerun:
- Firouz Naderi, Direktor des NASA Jet Propulsion Laboratory (JPL)
- Abdolreza Hajipoor, berühmter Chemiker
- Reza Malekzadeh, berühmter Arzt

## Trivia
- Die Stadt bildet den Schauplatz einer berühmten Szene aus dem verfilmten Erfolgsroman Mein Onkel Napoleon.

## Sehenswürdigkeiten
- die antike Stadt Bischāpūr
- der archäologische Hügel Hakvan
- Naqsch-e Schapur (Inschrift des Königs Schapur I.)
- der achämenidische Feuertempel Hāji Ābād
- die Feuertempel Kazerun und Bozorg Jahreh[4]
- die Ruinen des Qal'eh-ye Gabri, (Gabr-Schloss oder auch  Schloss der Zoroastrier genannt) südöstlich von Kazerun, auf einem künstlich geschaffenen Hügel
- das Imamzādeh Schāh Hamzeh
- die Barm-Ebene, größte Eichenebene in Iran
- der Parischān-See (Dariach-e Parischān), ein Naturschutzgebiet 12 km von Kāzerun entfernt
- der Schapur-Fluss, nahe Bischāpūr
- die Āsān- Quelle
- die alten Brücken  Ābgineh und Ali Ibn Hamzeh
- die Tang-e-Chowgān- Höhle[5]
- die Scheikh Ali-Höhle
- Davān, Sarmāschhād, Sāsān und Kaskān – sehenswerte Dörfer in der Umgebung von Kazerun
- der Feuertempel Tschāhārtāq von Girre, (arabisiert Djirre) – einer der größten Feuertempel in der Umgebung Kazeruns, der mit den von Tabari erwähnten Tempelbauten des Mihr-Narseh identisch sein könnte[6].

## Galerie

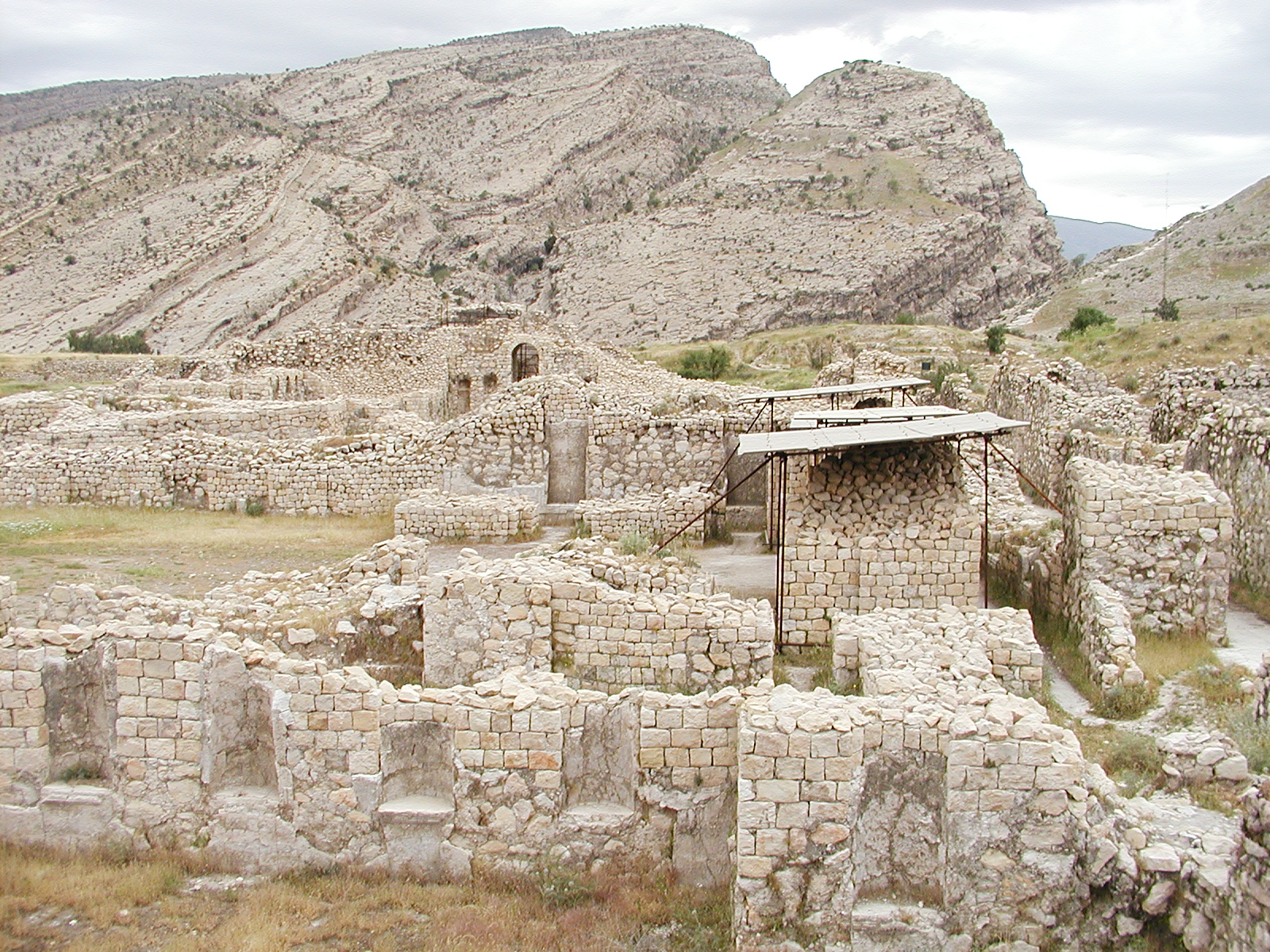
Bischāpūr
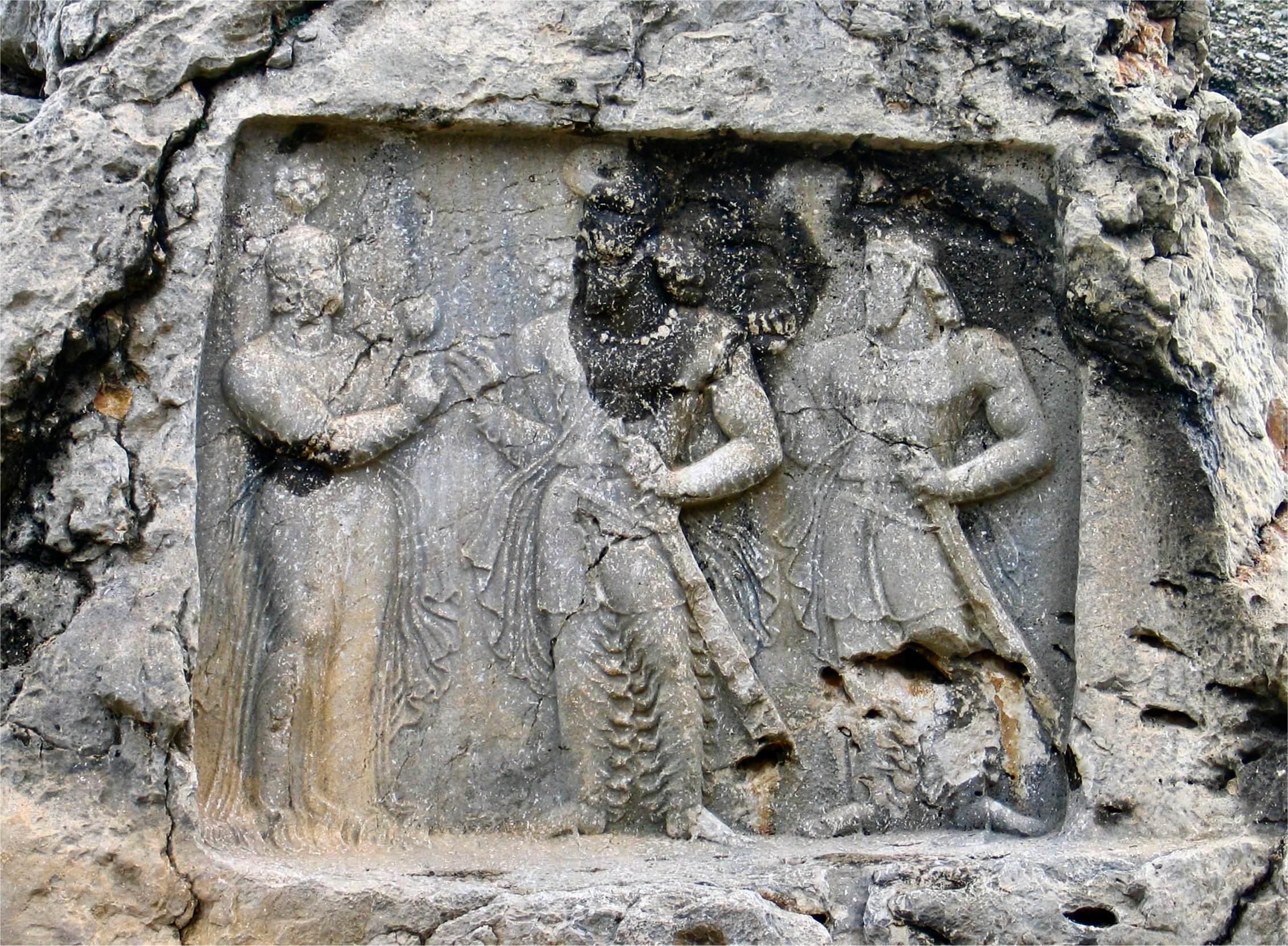
Sarāb-e Qandīl-Relief bei Kazerun
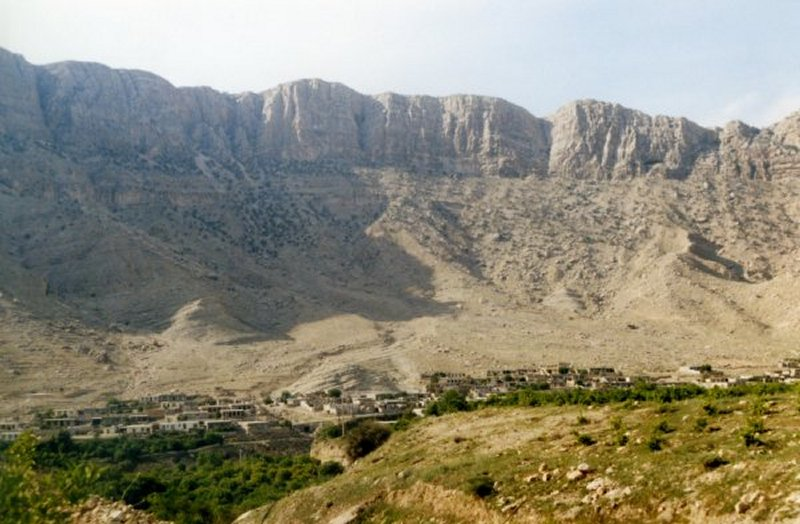
Sāsān-Dorf
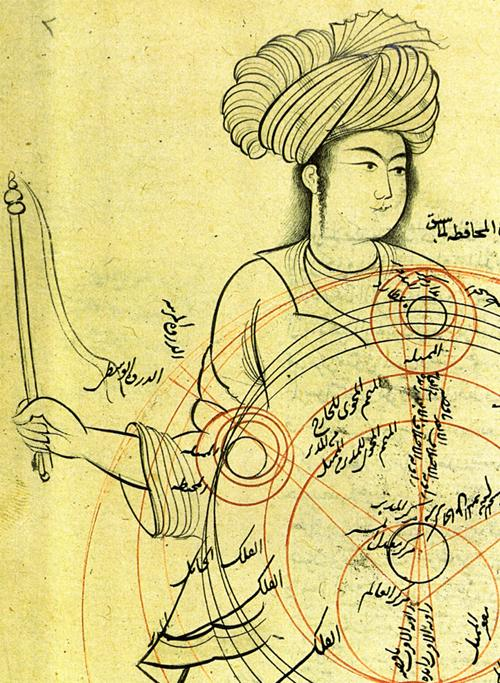
Qutb ad-Din asch-Schirazi
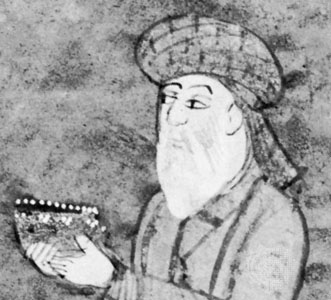
Hafes